# Округ Скот (Индијана)
Округ Скот (енгл. Scott County) је округ у америчкој савезној држави Индијана.

## Демографија
По попису из 2010. године број становника је 24.181, што је 1.221 (5,3%) становника више него 2000. године.
| Група             | 2000.          | 2010.          |
| Белци             | 22.538 (98,2%) | 23.471 (97,1%) |
| Афроамериканци    | 11 (0,0%)      | 57 (0,2%)      |
| Азијати           | 42 (0,2%)      | 108 (0,4%)     |
| Хиспаноамериканци | 222 (1,0%)     | 354 (1,5%)     |
| Укупно            | 22.960         | 24.181         |